# 외국인투자 촉진법
외국인투자 촉진법은 경제발전에 있어서 가장 중요한 애로(隘路)가 되고 있는 자본과 기술의 빈곤을 타개하기 위하여 외국인에 의한 자본 또는 기술을 적극적으로 유치할 목적으로 제정된 대한민국의 법률이다. 이 법에 의하여 등록된 외국자본과 기술에 대해서는 조세의 감면, 송금 보장, 수용시의 보상 등에 걸쳐 광범한 특혜조치가 규정되어 있다.

## 같이 보기
- 외자 도입